# Pseudoconizonia basalis
Pseudoconizonia basalis – gatunek chrząszcza z rodziny kózkowatych i podrodziny zgrzypikowych. Jedyny przedstawiciel rodzaju Pseudoconizonia.

## Zasięg występowania
Gatunek ten występuje w RPA.